# Scaeostrepta geranoptera
Scaeostrepta geranoptera är en fjärilsart som beskrevs av Edward Meyrick 1931. Scaeostrepta geranoptera ingår i släktet Scaeostrepta och familjen Lecithoceridae. Inga underarter finns listade i Catalogue of Life.